# Mały Dwór (Pawłowice)
Mały Dwór – część wsi Pawłowice w Polsce, położona w województwie wielkopolskim, w powiecie leszczyńskim, w gminie Krzemieniewo.
W latach 1975−1998 Mały Dwór administracyjnie należała do województwa leszczyńskiego.